# Тимелія-темнодзьоб біловола
Тиме́лія-темнодзьо́б біловола (Stachyris thoracica) — вид горобцеподібних птахів родини тимелієвих (Timaliidae). Ендемік Індонезії.

## Опис
Довжина птаха становить 18 см. Забарвлення перевано тьмяно-каштанове. Обличчя темно-сіре, горло і підборіддя чорнуваті, на грудях широкий білий "комірець", іноді з сірими краями. У представників підвиду S. t. orientalis голова темно-сіра.

## Підвиди
Виділяють два підвиди:
- S. t. thoracica (Temminck, 1821) — західна і центральна Ява;
- S. t. orientalis Robinson, 1918 — східна Ява.

## Поширення і екологія
Біловолі тимелії-темнодзьоби є ендеміками Яви. Вони живуть в густому підліску вологих рівнинних і гірських тропічних лісів. Зустрічаються на висоті до 1600 м над рівнем моря, невеликими зграйками. Живляться переважно комахами. Сезон розмноження триває з лютого по жовтень. Гніздо відкрите, в кладці 2-3 яйця.